# Defensor de los ciudadanos
El defensor de los ciudadanos (en latín, defensor civitatis y también denominado como defensor plebis, patronus plebis o vindex civitatis) fue un cargo público que existió durante el Bajo Imperio romano en los municipios con una mínima entidad. Sus funciones originales consistían en defender a la capa humilde de su población frente a los abusos de los poderosos (contra potentium iniurias) y administrar justicia para los asuntos más sencillos. Con el paso del tiempo se encargó, además, de un variado tipo de tareas relacionadas, principalmente, con el pago de impuestos.

## Periodo de existencia

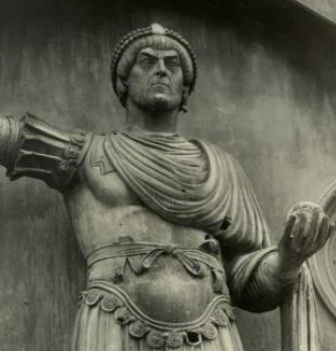
Estatua del emperador Valentiniano I quien implantó el cargo de defensor civitatis en todos los municipios de importancia dentro del Imperio romano.

Aunque está atestiguado que el cargo ya existía en lugares de Arabia y Egipto en las primeras décadas del siglo IV, fueron los hermanos Valentiniano I y Valente quienes —a partir de 364— lo extendieron a los municipios de todo el imperio.  Ambos eran de origen humilde y en el caso del primero, un gobernante que gustaba de iniciativas en favor de la población con menos recursos.
Dentro del Imperio romano occidental existió en todo su territorio y tras su caída, acabó por desaparecer en los diferentes «reinos bárbaros» donde su función judicial fue asumida por los comites civitatis , delegados del rey en las provincias, que también gestionaban los asuntos financieros y militares de las poblaciones.
En el Imperio oriental continuó en funcionamiento en el siglo VI y durante el gobierno de Justiniano I fue revitalizado. Este emperador hizo obligatorio su ejercicio, amplió sus competencias y le asignó la última instancia para aquellos asuntos de un importe inferior a los 300 sólidos. También le dio poder para arrestar a los acusados de cualquier crimen y enviarlos al gobernador provincial. No se sabe con exactitud cuando desapareció pero durante el gobierno de León VI (886-912) ya no existía.

## Personas que lo desempeñaban
Los candidatos fueron seleccionados, inicialmente, por los prefectos del pretorio y su nombramiento debía ser aprobado por el emperador. A partir de 409 fueron los decuriones, los honestiores y el clero de cada municipio quienes los seleccionaron y el prefecto el que aprobaba el nombramiento. Los candidatos se debían buscar entre individuos que habían ejercido anteriormente los puestos de gobernador provincial, agentes in rebus que habían destacado en su servicio, funcionarios del gobierno central y abogados retirados. Había una serie de personas que estaban expresamente excluidas: antiguos oficiales de los prefectos del pretorio, vicarios,  quienes, potencialmente, eran los que cometían abusos en la recaudación de impuestos o en el cobro de tasas judiciales, y los decuriones, a quienes se consideraba como parte de los «poderosos» frente a los que el defensor civitatis debía proteger a los humildes. Pronto fue evidente que no había suficientes candidatos válidos para que el puesto estuviese cubierto en todos los municipios de manera que los existentes en los de mayor entidad atendían, también, a la población de los más pequeños situados cerca de ellos. Se tuvieron que rebajar las exigencias aunque sin llegar, por ello, a aceptar a personas incompatibles: se abandonó su carácter vitalicio porque se convirtió en un obstáculo y se limitó su ejercicio a cinco años; se aceptó a jóvenes que no habían desarrollado todavía una carrera profesional con la sola condición de que fuesen de buena familia y en 458, el emperador Mayoriano rebajó los requisitos a un indefinido «tener cualidades morales». No se consiguió, con todo, animar lo suficiente a personas con la necesaria formación para que lo asumiesen y aumentaron los casos de individuos que meramente buscaban ganarse la vida con él. Esto llevó a que Justiniano lo convirtiera en un «deber cívico» de obligado cumplimiento y estableciese que todas las personas idóneas en un municipio debían ejercerlo por turnos.

## Funciones

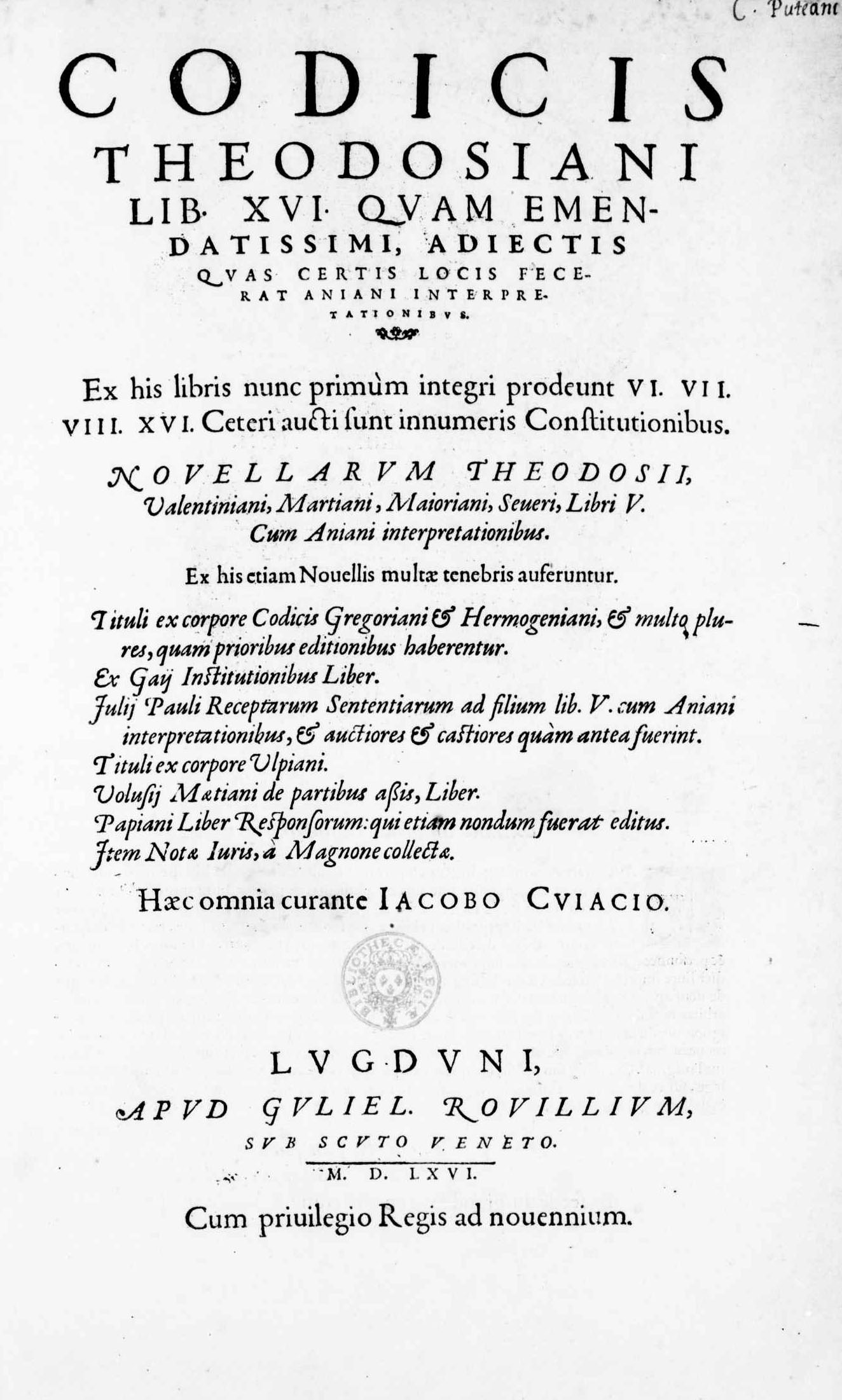
Portada de una edición del código Teodosiano. De su estudio se pueden inferir muchos aspectos y atribuciones del defensor civitatis.

La mayor utilidad de este puesto para la sociedad romana fue su capacidad de administrar justicia en los asuntos sencillos de una forma económica y rápida. Esto, por un lado, evitaba a una gran capa de la población asumir gastos de abogados, de viaje a las capitales provinciales así como las elevadas tasas que había que pagar en la justicia ordinaria impartida por los gobernadores provinciales quienes, por otro lado, quedaban descargados de una parte importante de su trabajo. No sería hasta el gobierno de Justiniano cuando se le confirió cierto poder coercitivo y la capacidad de utilizar una tortura ligera en los interrogatorios pero sin olvidar nunca que «para las personas comunes debía ser visto como un protector y no como un verdugo». No podía, sin embargo, detener y enjuiciar a los individuos de rango senatorial y debía, entonces, acudir al gobernador provincial quien tenía la obligación de atenderlo. En casos especiales, también podía informar directamente al prefecto del pretorio, los altos funcionarios del gobierno e incluso —hasta las reformas de Justiniano— al propio emperador.
Desde su inicio, protocolizaba (ponía por escrito) cualquier demanda o queja que se le presentaba y si la veía fundada y entraba dentro de sus atribuciones, la resolvía él mismo o por el contrario, la dirigía a la autoridad que consideraba competente para ello. Esto hizo que acumulase un archivo importante y útil para ser consultado en procedimientos posteriores y que debía conservar en su domicilio ya que no tenía una oficina propia. Como no era infrecuente que parte del archivo se perdiese tras su muerte, Justiniano dotó al cargo de un local público donde pudieron permanecer todos los documentos y facilitarse, así, su posterior consulta.

## Ejemplos de sus actuaciones

### Función judicial
- Resolvía cualquier disputa legal entre los ciudadanos. Para su admisión se siguió, inicialmente, el criterio de que no requiriesen un largo proceso probatorio y posteriormente, Justiniano lo cambió a que el importe del procedimiento no superase los 300 sólidos.[1]
- Recibía cualquier queja sobre el gobernador provincial o sobre la actuación de los funcionarios imperiales y si las consideraba fundadas, las ponía en conocimiento del prefecto o del emperador de tal manera que ejercía un cierto papel de vigilancia sobre aquellos.[1]
- Podía —junto al obispo u otra autoridad disponible— nombrar tutores o curadores de menores u otras personas cuando sus bienes no superaban los 500 sólidos.[1]
- Ponía su archivo a disposición de quien quería buscar material probatorio para recusar a jueces de un procedimiento.[1]

### Relacionadas con la recaudación fiscal

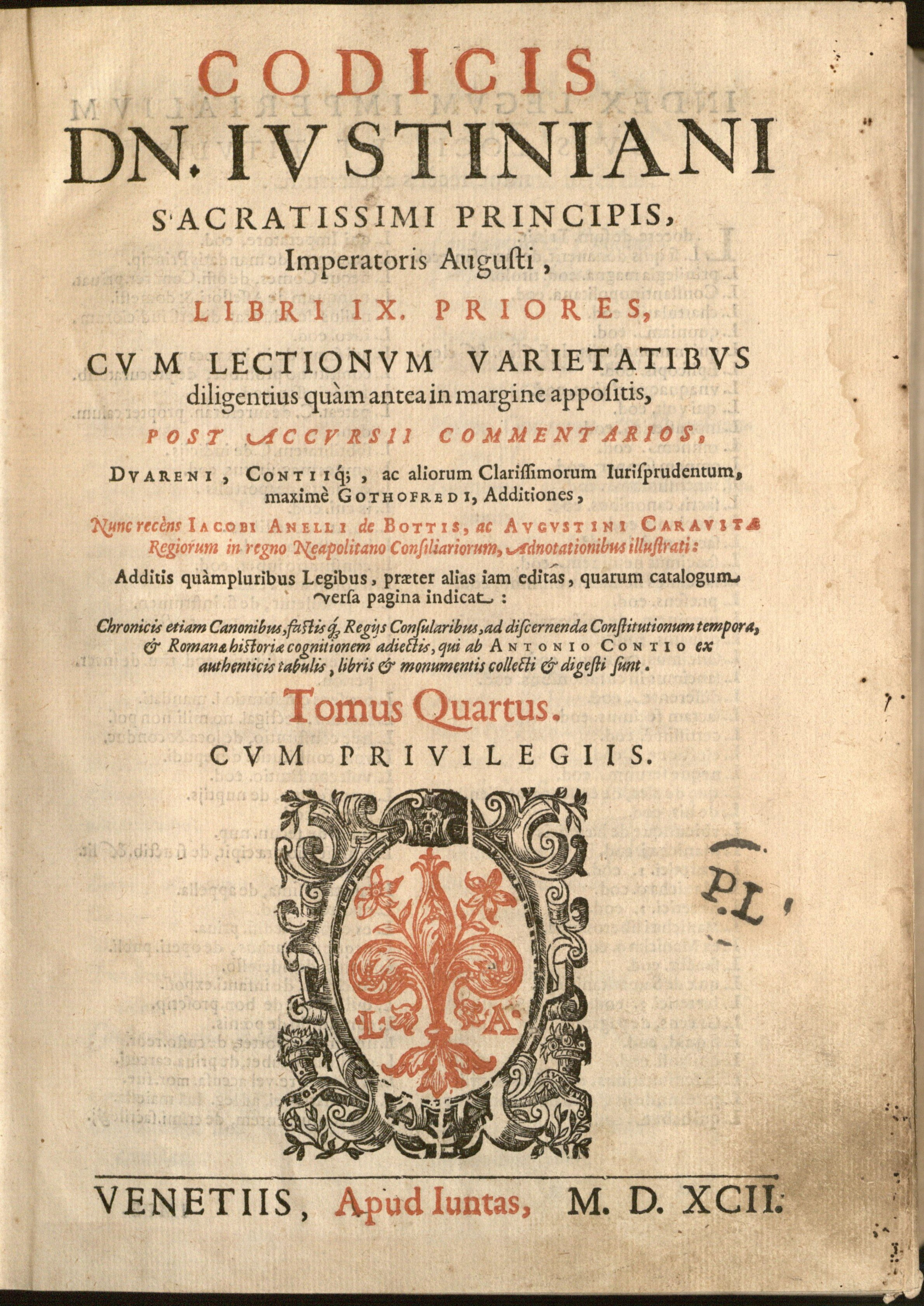
Portada de una edición del código de Justiniano. Este emperador reformó el cargo de defensor civitatis y amplió sus atribuciones.

- Velaba por que se hiciese público, con suficiente antelación, el impuesto que debía pagar el municipio y que, tanto su reparto a cada individuo —que debía hacerse en su presencia— como su recaudación, se realizase de manera justa.[1]
- Evitaba que, cuando se recaudaban impuestos en especie, se utilizasen pesos y medidas excesivos.[1]
- El cobro de las deudas tributarias atrasadas se debía hacer en su presencia y se aseguraba que no se reclamaban aquellas que estaban prescritas y que, de las que se cobraban, se emitiese el correspondiente recibo.[1]
- En ocasiones, se encargaba él mismo de recaudar los impuestos a los pequeños propietarios.[1]
- También velaba por sus teóricos enemigos, los decuriones, quienes debían completar de su propio bolsillo la falta de recaudación efectiva sobre lo estipulado.[1] Por ellos, vigilaba que nadie evadiese su obligación de ser decurión y que, cuando quedaba vacante un puesto, se cubriese lo antes posible para que los restantes no viesen incrementada su carga individual.[1]
- Hacía de mediador entre el municipio y el ejército cuando este no recibía del primero los suministros que estaba obligado a entregarle.[1]

### Función de defensa de los particulares
- Si un gobernador provincial abusaba de su poder para obligar a una mujer a casarse con él contra su voluntad, podía intervenir para evitarlo y proteger tanto a ella como a su familia.[1]
- Los tutores debían hacer y entregarle un inventario de los bienes de su pupilo.[1]
- Protegía a cualquier prostituta que quisiese abandonar el burdel donde ejercía.[1]

### Función como notario
- Podía autentificar documentos.[1]
- Las donaciones formalizadas ante él se consideraban públicas y vinculantes.[1]
- En los contratos de arrendamiento, el propietario podía entregarle una copia  del documento y el arrendador podía depositarle el pago de la renta si el arrendatario se negaba a recibirlo.[1]

### Relacionadas con la economía
- Debía hacer de público conocimiento los negocios lucrativos que realizasen funcionarios imperiales en ejercicio dentro de su jurisdicción.[1]
- En los municipios fronterizos o dotados de puerto, vigilaba que no se exportasen bienes prohibidos.[1]
- Debía buscar y hacer traer a los esclavos fugitivos que eran propiedad del municipio.[1]
- Vigilaba que no se sustrajese ilegalmente agua de las conducciones públicas.[1]
- Denunciaba a aquellos que abusaban en el uso del cursus publicus (el servicio imperial de correo y transporte).[1]
- Vigilaba los precios y medidas en el mercado y procuraba que el coste de la comida se mantuviese accesible para la población.[1]
- Cuando, por la fuerza o por decreto imperial, se instalaban bárbaros dentro del municipio, participaba en la selección de las tierras que había que asignarles.[1]

### Función de orden público
- Informaba al prefecto o al emperador cuando había soldados que, en lugar de permanecer en su campamento habitual, merodeaban por el municipio y alteraban la paz del mismo.[1]
- Podía ordenar el arresto de ladrones y su envío al gobernador provincial para que los juzgase.[1]
- Cuando se prohibió el ejercicio público de la religión pagana debía evitar que se hiciesen sacrificios a los antiguos dioses.[1]
- Cuando el cristianismo niceno quedó como el único aceptado oficialmente, también debía impedir los servicios religiosos de las sectas herejes.[1]
- Se oponía al entierro de cadáveres dentro de la ciudad.[1]
- Denunciaba a los clérigos que participaban en juegos de apuestas.[1]